# Gísla Markússon
Gísla Markússon o Gísli (1180 - 1258) fue un caudillo medieval y bóndi de Saurbær, Vestur-Barðastrandarsýsla, Islandia, que tuvo un papel relevante durante la guerra civil islandesa, episodio histórico conocido como Sturlungaöld. Aparece en la saga Sturlunga como opositor de Eyjólfur Kársson en un conflicto territorial por un asentamiento en Rauðisandur que comportó pérdidas de vidas, finalmente forzó a Eyjólfur a abandonar su plaza en 1217. Era hijo de Markús Gíslason (1150 - 1196) e Ingibjörg Oddsdóttir (n. 1154).
Las sagas mencionan que fue el más poderoso caudillo al oeste de Arnafjörður. Toda su vida estuvo implicado en las expediciones de Sigvatr Sturluson primero, y Sturla Sighvatsson después. No hubo hombre más fiel y comprometido con los Sturlungar. Murió el 15 de junio de 1258.